# 国体中心站
国体中心站位于中华人民共和国江西省南昌市红谷滩区红角洲街道三清山大道与九江街交叉口，南昌国际体育中心西侧，是南昌地铁2号线的地铁车站，车站于2017年8月18日和2号线一同启用。

## 车站结构
站厅在地下一层，站台在地下二层为岛式站台。

### 楼层
| 1层  | 地面               | 出入口                       |  |  |
| -1层 | 站厅               | 自动售票机、客服中心         |  |  |
| -2层 |                    | █ 2号线 往南路（龙岗）       |  |  |
|      | 岛式站台，左侧开门 |                              |  |  |
|      |                    | █ 2号线 往南昌东站（卧龙山） |  |  |

### 设计
本站是2号线的特色站之一，地面出入口以“荷叶”为设计题材，提炼叶脉元素，外立面采用外挂烤漆镂空雕刻工艺铝板，将“廉”文化与艺术形态相结合，形成国体中心“廉”文化艺术站的门户，与国体主场馆造型形成呼应，相得益彰。站厅壁画则是以“爱莲说”为主题，以金属镶嵌工艺制作的大型汉白玉浮雕，是该艺术站的核心之作。站厅层以“一体四翼”的空间布局来表达“廉”文化的精神内涵，主墙面更是将艺术与文化的碰撞体现的淋漓尽致，壁画以爱莲说为主题，以金属镶嵌为主的大型汉白玉浮雕成为了站点的核心之作，自动扶梯旁设置了江西省历代廉吏人物白铜铸造雕像，而在四个出入口通道的两侧墙面则将展示廉政物件、字画等，形成“廉”文化动态展示走廊。

### 出入口
本站共开放4个出入口。
| 编号                   | 指示             | 图片 | 建议前往的目的地                                                                        |
| ---------------------- | ---------------- | ---- | --------------------------------------------------------------------------------------- |
| 出口 · 1L · 升降机标志 | 南昌国际体育中心 |      | 三清山大道                                                                              |
| 出口 · 2L              | 南昌国际体育中心 |      | 三清山大道                                                                              |
| 出口 · 3L              | 三清山大道东侧   |      | 明园中心、九江街、茶园街、明园·九龙湾                                                   |
| 出口 · 4L              | 三清山大道东侧   |      | 明园中心、九江街、茶园街、明园·九龙湾龙玺、锦园街、南昌市青少年宫、南昌市老干部活动中心 |
| 註： 設有              |                  |      |                                                                                         |

## 历史
- 2010年4月8日南昌市轨道交通二号线一期工程环境影响评价第二次公示，公布了《南昌市轨道交通二号线一期工程环境影响报告书（简本）》文件中本站名为国际体育中心站[5][6]。
- 2011年12月14日2号线一期21个站名公示时本站名为国体中心站，位于国际体育中心广场出口处的国体大道[1]。
- 2012年2月9日2号线站名确认，本站名为没有做任何变动[7]。